# Qianlong
Qianlong (cinese: 乾隆帝T, QiánlóngdìP, pr. ʨʰjɛ̌nlʊ̌ŋ; Pechino, 25 settembre 1711 – Pechino, 7 febbraio 1799) fu imperatore della Cina, il quinto della dinastia manciù dei Qing e il quarto della stessa dinastia a governare sulla Cina.
Nato con il nome di Hongli (弘曆T, HónglìP), quarto figlio dell'imperatore Yongzheng regnò ufficialmente dal 18 ottobre 1735 al 9 febbraio 1796, momento in cui abdicò in favore di suo figlio, l'imperatore Jiaqing - un atto filiale allo scopo di non regnare più a lungo di suo nonno, l'illustre imperatore Kangxi. Malgrado il suo ritiro, tuttavia, mantenne il potere supremo fino alla sua morte nel 1799.

## Biografia

### Primi anni
Diversi miti e leggende affermano che Hongli era in realtà di discendenza Han e non Manciù, mentre secondo altri era solo per metà Manciù e per metà Han. Ciononostante, guardando le testimonianze storiche, era adorato sia da suo nonno, l'imperatore Kangxi, che da suo padre, l'imperatore Yongzheng. Da adolescente, Hongli era molto abile nelle arti marziali e possedeva un grandissimo talento letterario.
Nel 1722, dopo la successione di suo padre, Hongli divenne principe Bao (宝亲王/寶親王). Come molti dei suoi zii, entrò in una lotta di successione intestina con il suo fratellastro maggiore Hongshi, che aveva il sostegno di una vasta fazione di ufficiali di corte, come pure di Yinsi, il principe Lian. Per molti anni l'imperatore Yongzheng non concesse la posizione di Principe della Corona a nessuno dei suoi figli, ma molti ipotizzavano che favorisse Hongli. Questi si recò in viaggi di ispezione al sud, e divenne noto come abile negoziatore. Fu scelto, in alcune occasioni, come principale reggente, quando suo padre era in missione, fuori dalla capitale.

### Ascesa al trono
Alla morte del padre, Yongzheng, ancora prima che il nome del successore fosse letto ad alta voce alla corte riunita, tutti sapevano che Hongli sarebbe stato il nuovo imperatore. Il giovane Hongli, infatti, era stato un favorito di suo nonno Kangxi così come di suo padre: Yongzheng gli aveva affidato parecchi importanti compiti rituali mentre era ancora un principe, e lo includeva in importanti discussioni di strategia militare. Sperando di evitare la ripetizione della crisi di successione che aveva guastato il suo accesso al trono, Yongzheng fece porre il nome del suo successore in una scatola sigillata messa al sicuro dietro la targa sul trono, nel Palazzo della Purezza Celeste (Qianqing Gong, 乾清宫). Il nome nella scatola doveva essere rivelato agli altri membri della famiglia imperiale alla presenza di tutti i ministri anziani solo alla morte dell'imperatore. Yongzheng morì improvvisamente nel 1735: le sue volontà furono quindi estratte e lette ad alta voce davanti all'intera corte Qing e Hongli divenne il quarto imperatore manciù della Cina. Prese il titolo del Regno di Qianlong (乾隆), che significa "forte/celeste" (qian) e "prospero" (long) o, messo insieme, "l'Era della Forte Prosperità".

### Guerre di frontiera
L'imperatore Qianlong fu un vittorioso capo militare, coordinando un enorme rafforzamento del territorio controllato dalla dinastia Qing, attraverso quelle che passarono alla storia come le "dieci grandi campagne". Tutto ciò fu reso possibile non solo dalla forza militare cinese, ma anche dalle divisioni e dalle forze declinanti dei popoli dell'Asia interna. Sotto Qianlong, il Turkestan orientale fu incorporato nel governo della dinastia Qing con il nome di Xinjiang, mentre ad ovest l'Ili fu conquistato e dotato di guarnigioni. I Qing dominarono anche la Mongolia Esterna dopo aver inflitto una definitiva sconfitta ai Mongoli occidentali. Durante tutto questo periodo vi furono continui scorribande mongole in Tibet e una reciproca diffusione del Buddhismo tibetano in Mongolia.

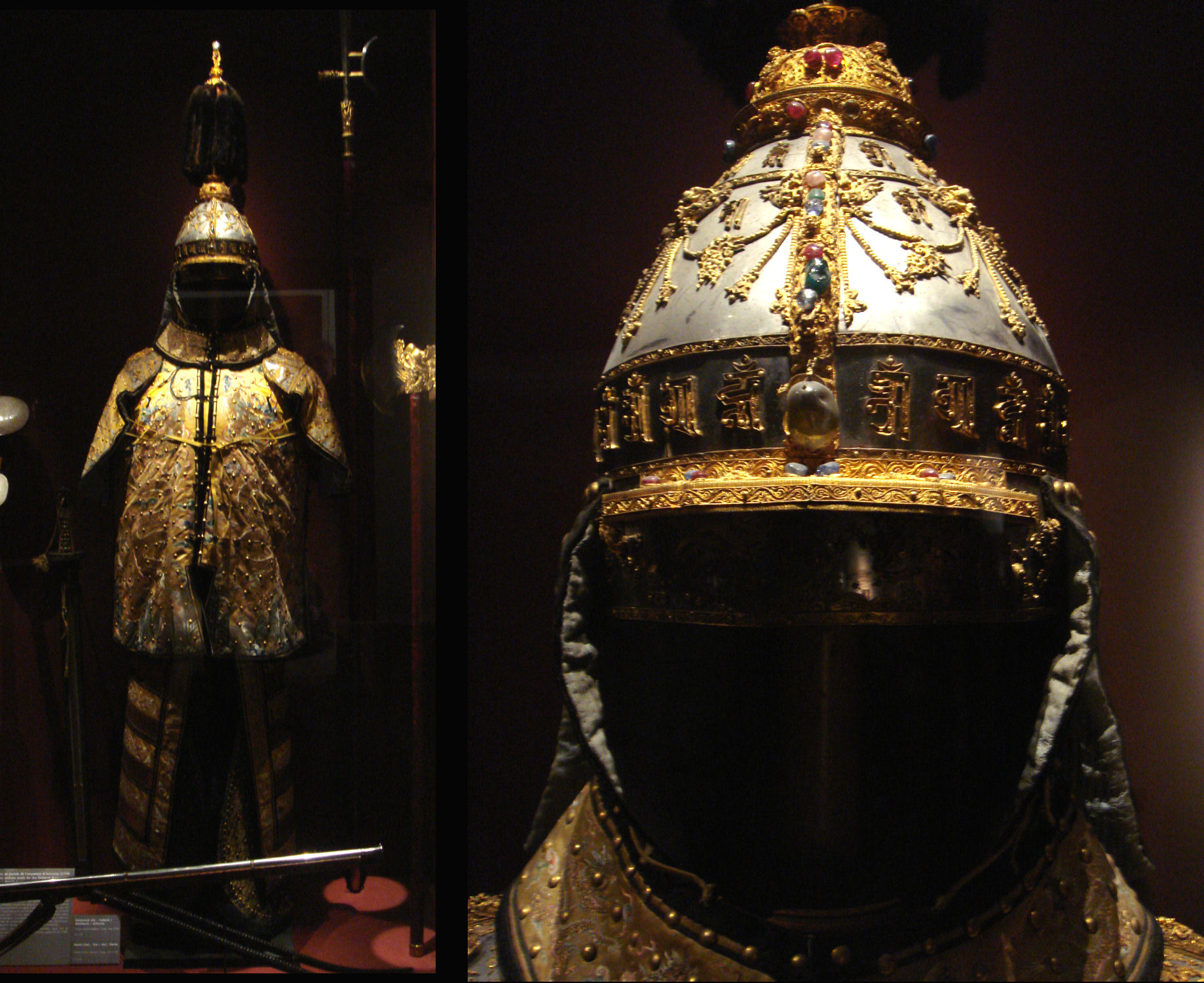
Costume militare dell'imperatore Qianlong. Musée de l'Armée, Parigi.

Qianlong inviò nuovamente un esercito in Tibet e stabilì saldamente il Dalai Lama come governatore, e una guarnigione Qing per conservare il protettorato cinese. Ulteriori campagne militari sul campo contro Burmesi, Nepalesi e Gurkha costrinsero questi popoli a sottomettersi.

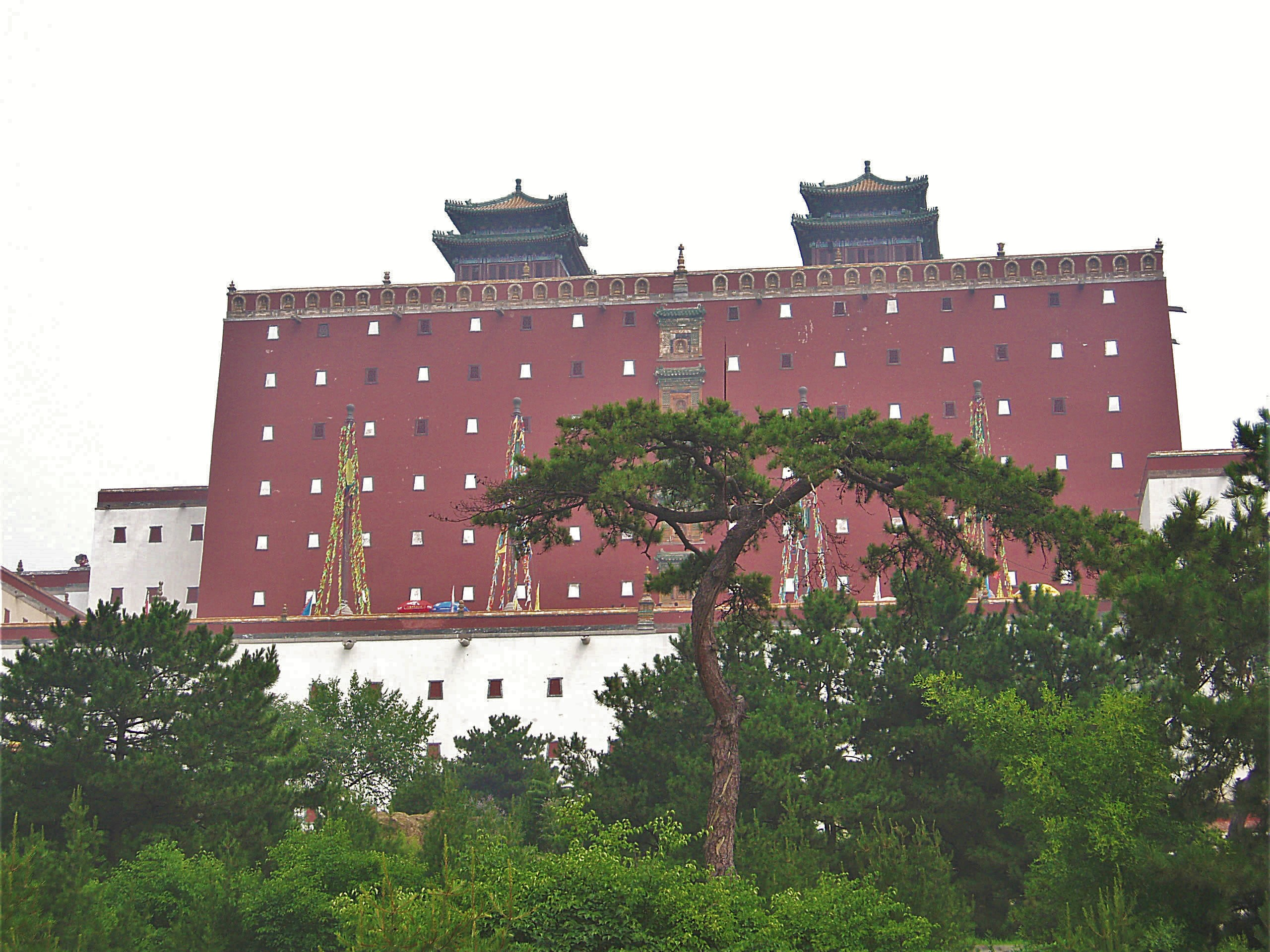
Il Tempio di Putuo Zongcheng a Chengde, costruito nel XVIII secolo durante il regno dell'imperatore Qianlong.

In Vietnam, come al solito, le cose non andarono così bene. Nel 1787 l'ultimo re della dinastia Lê fuggì dal Vietnam e chiese formalmente aiuto all'imperatore cinese per riconquistare il trono di Thanglong. L'imperatore Qianlong acconsentì inviando un grande esercito in Vietnam per destituire i Tay Son. Nel 1788 la capitale, Thanglong, fu conquistata, ma alcuni mesi più tardi, l'esercito cinese fu sconfitto con un attacco a sorpresa durante il Tet (il capodanno vietnamita) da Nguyen Hue, il secondo e il più abile dei tre fratelli Tay Son. Il governo cinese diede formale protezione all'imperatore Le e alla sua famiglia, ma non intervenne in Vietnam per altri 90 anni.
Nel complesso l'espansione militare dell'imperatore Qianlong conquistò milioni di chilometri quadrati di territorio, portando nell'impero popoli cinesi diversi dagli Han - come gli Uiguri, i Kazaki, i Kirghizi, gli Evenchi e i Mongoli - che erano almeno potenzialmente ostili. Fu anche un'impresa molto costosa. In realtà, i fondi del Tesoro imperiale vennero quasi completamente esauriti a causa delle spedizioni militari. Questa potrebbe essere stata la causa del successivo declino della dinastia, quando l'esercito fu incapace di sviluppare e accrescere la potenza delle proprie armi di fronte ad una minaccia occidentale.
Anche se le guerre nel complesso ebbero successo, le vittorie non furono schiaccianti. L'esercito si era notevolmente indebolito e successivamente ebbe problemi con parecchi nemici. Occorsero due-tre anni per controllare l'area dello Jin Chuan: all'inizio, l'esercito Qing fu battuto, e solo alla fine, il generale Yue Zhongqi avrebbe riconquistato il controllato della situazione. Quella contro i Mongoli Dzungar fu una battaglia che registrò pesanti perdite su entrambi i fronti, eppure era una guerra vicina.
Alla fine delle guerre di frontiera, l'esercito stava iniziando a indebolirsi. Il sistema militare divenne più indulgente, mentre i signori della guerra erano ormai soddisfatti del loro stile di vita. Dal momento che la maggior parte delle guerre si erano concluse, infatti, essi non vedevano più alcun motivo di addestrare degli eserciti, determinando come conseguenza, verso la fine del regno di Qianlong, un rapido declino delle forze militari. Questa fu la principale spiegazione degli insuccessi militari contro la Setta del Loto Bianco proprio alla fine degli anni del regno di Qianlong.

### Successi artistici
L'imperatore Qianlong fu anche un importante patrono delle arti. La più significativa delle sue commesse fu un catalogo di tutte le più importanti opere della cultura cinese, il Siku Quanshu (四庫全書). Prodotta in 36.000 volumi, conteneva circa 3.450 opere complete, realizzate da quasi 15.000 copisti; per completare l'opera intera furono necessari circa vent'anni. Essa preservò molti libri, ma era intesa anche come un mezzo per scoprire e sopprimere i testi ritenuti offensivi per i governanti mancesi. Furono elencate circa 2.300 opere da sopprimere totalmente e altre 350 parzialmente. Lo scopo era distruggere gli scritti che erano anti-Qing o sovversivi, che insultavano le precedenti dinastie barbare, o che affrontavano i problemi delle frontiere o della difesa.
Qianlong fu un poeta prolifico e un collezionista di ceramica, un'arte che fiorì nel suo regno; una parte sostanziale della sua collezione si trova a Londra presso la Percival David Foundation.
Architettonicamente, Qianlong si interessò personalmente all'espansione dell'Antico Palazzo d'Estate e sovrintese alla costruzione della Xiyanglou o residenza occidentale. Nel decennio del 1750, Qianlong incaricò il gesuita italiano Giuseppe Castiglione di progettare una serie di opere idrauliche e di fontane a tempo complete di macchinari e tubazioni sotterranee per il divertimento della famiglia imperiale. Durante il suo regno, per commemorare suo padre, fu costruito a Turfan il Minareto di Emin. ⋅

### Ultimi anni

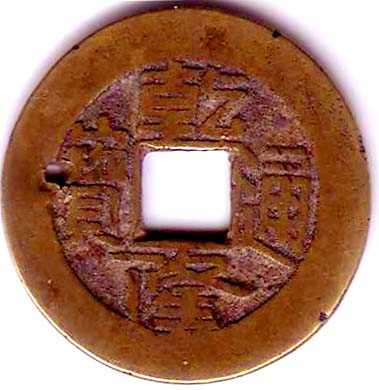
Moneta del regno dell'imperatore Qianlong.

Nei suoi ultimi anni, Qianlong era piuttosto deluso e stanco del potere e della gloria. Il governo giornaliero del paese era lasciato nelle mani di Heshen, il ministro di rango più elevato e all'epoca il preferito di Qianlong, mentre Qianlong stesso indulgeva ai lussi quotidiani e nel suo passatempo preferito della caccia. È dimostrato che Heshen con la sua gestione pose le basi per l'ulteriore crollo dell'impero Qing, anche con l'aumento della corruzione, arrivando infine a un punto di non ritorno. Quando il primo ministro Heshen fu ucciso, si scoprì che era ancora più ricco del tesoro ormai impoverito del paese. Qianlong iniziò il suo regno nel 1735 con circa 33.950.000 tael ereditati dal periodo di Yongzheng. Intorno al 1775, Qianlong raggiunse, con le casse dell'impero il picco della prosperità dei Qing, con circa 73.900.000 tael, un primato ineguagliato dal periodo di Kangxi o da quello di Yongzheng; tuttavia, la corruzione di massa diffusa a tutti i livelli, unitamente alle pesanti spese di oltre 150.200.000 tael per le spedizioni, la costruzione di altri palazzi, i sei viaggi personali a Jiangnan, il denaro per la Ribellione del Loto Bianco, il lento aumento dell'oppio e le spese per il lusso, quasi impoverirono il tesoro un tempo prospero e immenso. Verso la fine del regno di Qianlong nel 1796, quasi tutto il tesoro del paese era esaurito. Insieme al declino dell'Esercito delle Otto Bandiere, ciò avrebbe lasciato un enorme problema da affrontare per il successore Jiaqing.

### L'ambasciata di Macartney

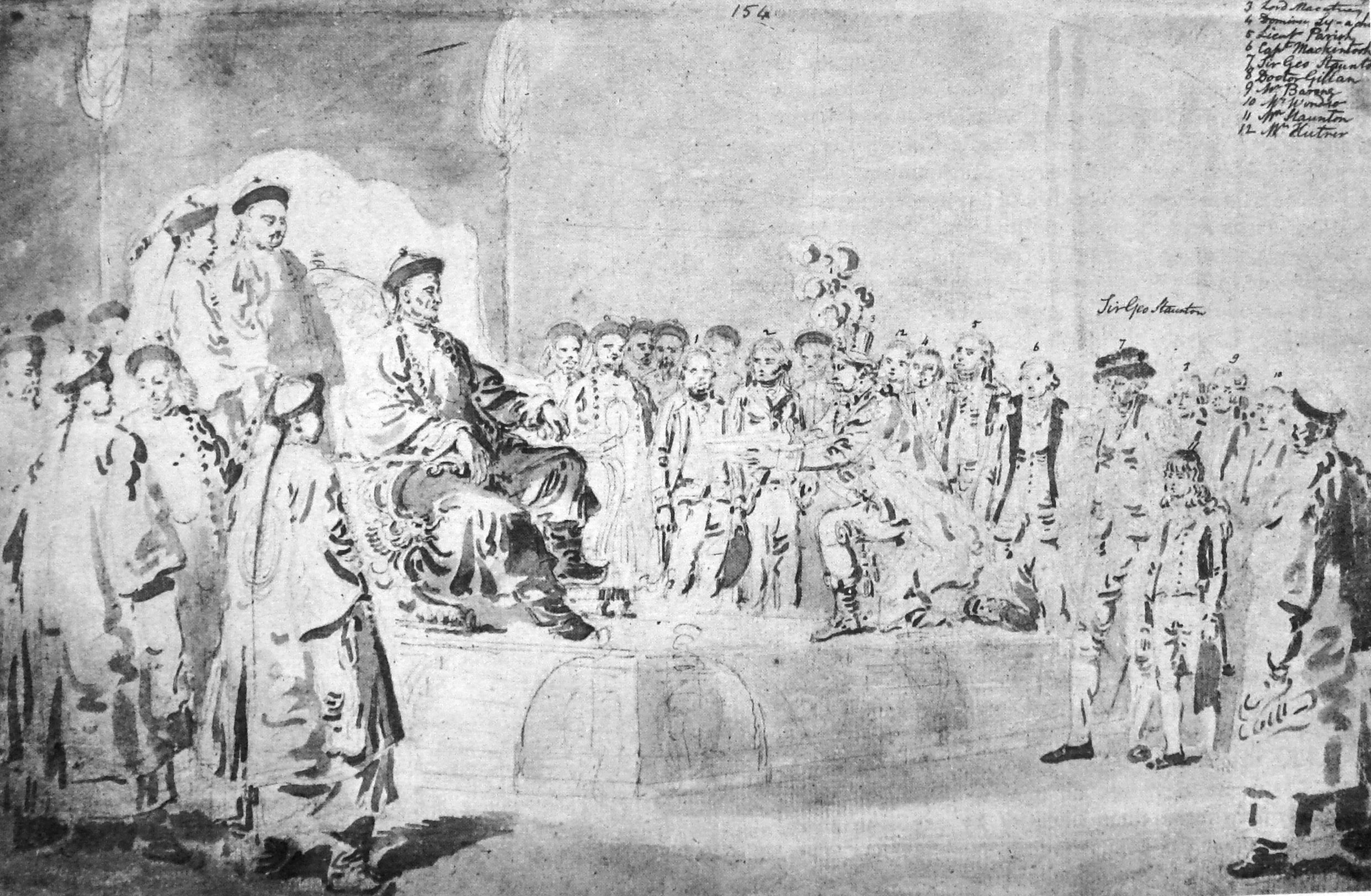
L'ambasciata di Lord Macartney, 1793.

Durante la metà del XVIII secolo, Qianlong iniziò a subire forti pressioni dall'Occidente al fine di aumentare il commercio estero. Il lungo isolamento culturale della Cina e l'assenza di un Ministero degli affari esteri che curasse relazioni dirette con i paesi occidentali avevano rafforzato la convinzione che la Cina fosse superiore a qualsiasi altra nazione. Ancora peggio, Heshen incoraggiò Qianlong a sostenere la tesi che l'impero Qing fosse davvero il "Regno di mezzo", ossia il centro del mondo, e che pertanto non avesse alcun bisogno di prestare attenzione alle proposte britanniche di avviare scambi commerciali e culturali tra l'impero britannico di allora e l'impero Qing, che avrebbero invece potuto favorire la reciproca conoscenza.
Nel 1793, come conseguenza di questa concezione sinocentrica, l'ambasciatore commerciale britannico dell'epoca, George Macartney, fu pesantemente umiliato, quando, essendogli stata finalmente concessa un'udienza con l'imperatore Qianlong, trovò ad accoglierlo soltanto un editto imperiale posto sul Trono del Drago. L'editto gli annunciava che l'impero Qing non aveva alcun bisogno dei beni e servizi che i britannici potevano fornire e che essi dovevano anzi riconoscere la superiore grandezza dell'impero Qing. Nell'Editto sul commercio con la Gran Bretagna di Qianlong, l'orgoglioso imperatore usa il termine "barbari" per riferirsi al seguito di Macartney, confermando ancora una volta l'idea, allora largamente diffusa in Cina, che tutti i paesi fossero "periferici" rispetto alla Cina stessa.
Le insistenti richieste da parte di Heshen e della corte Qing affinché gli ambasciatori commerciali britannici si inginocchiassero e si prostrassero davanti al trono vuoto del Drago peggiorarono la situazione. I britannici naturalmente respinsero queste richieste, insistendo che si sarebbero soltanto inginocchiati su una gamba e inchinati al trono del Drago, come facevano per il loro monarca. Ciò all'epoca causò scalpore nell'impero Qing. Gli ambasciatori commerciali furono immediatamente congedati ed espulsi dalla Cina. Fu ulteriormente ripetuto che l'impero Qing non aveva alcun particolare interesse a commerciare con loro, impartendo ordini severi a tutti i governatori locali di non consentire ai britannici di svolgere qualsiasi commercio o affare.
L'atteggiamento intransigente di Qianlong causò una frattura insanabile tra l'impero cinese e quello britannico, che avrebbe poi condotto alle guerre dell'oppio del XIX xecolo e, infine, alla decadenza della Cina come potenza egemone dell'Asia.
Al contrario di Macartney, Isaac Titsingh, l'emissario dei olandese e della Compagnia Olandese delle Indie Orientali (VOC) nel 1795 non rifiutò di prostrarsi. Dopo lo scortese rifiuto di Macartney, Titsingh e i suoi colleghi ottennero l'approvazione dei Cinesi grazie al loro atteggiamento che apparve rispettoso dell'etichetta convenzionale della corte imperiale.

### Abdicazione

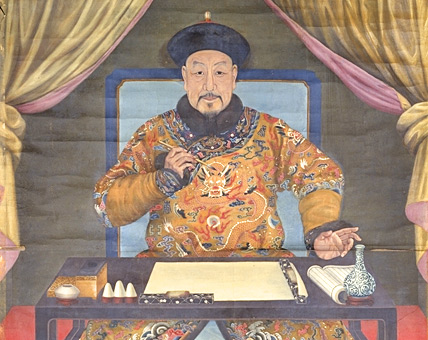
L'imperatore Qianlong che pratica la calligrafia.

Nell'ottobre 1795, Qianlong annunciò ufficialmente che nella primavera dell'anno successivo avrebbe volontariamente abdicato al trono in favore del figlio. Al riguardo, si diceva che Qianlong avesse fatto una promessa durante l'anno della sua ascesa al trono di non governare più a lungo di suo nonno, l'imperatore Kangxi.
Prima della sua abdicazione, Qianlong decise di trasferirsi fuori dalla Sala della Coltivazione Mentale nella Città Proibita, la residenza riservata solo al sovrano regnante, e ordinò la costruzione della sua residenza in un'altra parte della Città Proibita; tuttavia, Qianlong non lasciò mai la Sala della Coltivazione Mentale.
Proprio come non era disponibile a separarsi dalla sua residenza, in realtà Qianlong non era neanche disponibile a separarsi dal potere che aveva esercitato negli ultimi 60 anni. L'anziano Qianlong mantenne quindi una salda presa sugli affari di stato e continuò a governare, mentre suo figlio, l'imperatore Jiaqing, fu tenuto, ancora per alcuni anni, ai margini del potere.

## Leggende

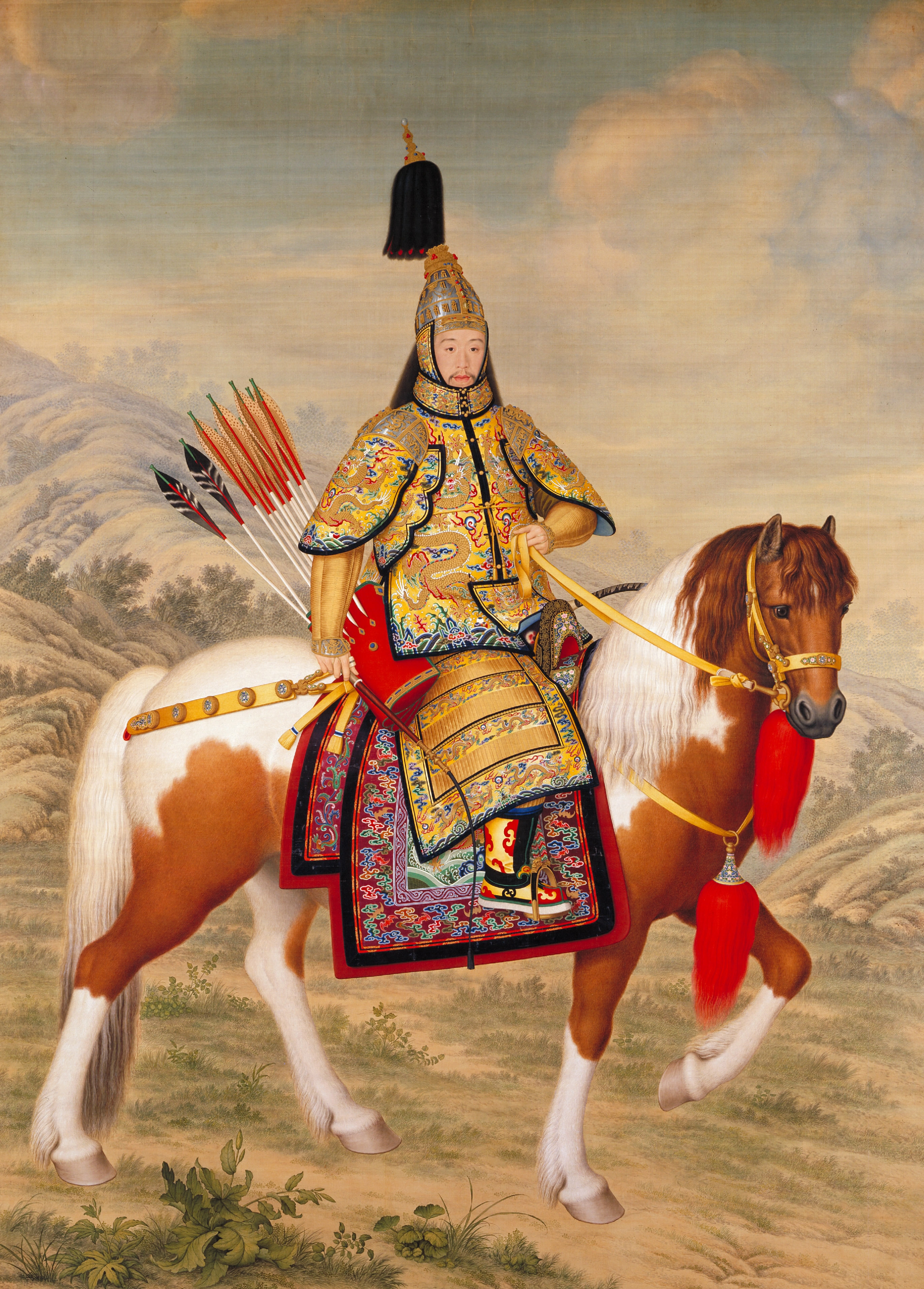
L'imperatore Qianlong in armatura a cavallo, del gesuita italiano Giuseppe Castiglione (1688-1766).

Come già accennato, sulla figura di Qianlong si sono sviluppati molti miti e leggende. Secondo una di queste, Qianlong era in realtà figlio di Chen Yuanlong di Haining. L'imperatore Kangxi intendeva scegliere il suo erede al trono non solo in base alla capacità di suo figlio di governare l'Impero, ma anche al fatto che suo nipote non fosse di minor valore, per garantire il regno perpetuo dei Manciù sul paese.
Yongzheng, il figlio di Kangxi, era un uomo abile, ma suo figlio maggiore Hongshi era un debole: per evitare di perdere il trono, allora, fece in modo di scambiare sua figlia appena nata con il figlio di Chen Yuanlong, che divenne in seguito la pupilla degli occhi di Kangxi. Così, Yongzheng riuscì a succedere al trono e suo "figlio", Hongli, divenne successivamente l'imperatore Qianlong. In seguito, Qianlong si recò quattro volte nella parte meridionale del paese e si fermò a casa di Chen nello Haining, lasciandosi dietro la sua calligrafia ed emanando frequentemente decreti imperiali che rendevano e mantenevano lo Haining uno stato esente da tasse.
Ci sono tuttavia notevoli problemi in questa storia, che la rendono poco credibile.
1. Hongshi, il primogenito sopravvissuto di Yongzheng, aveva solo 7 anni quando nacque Hongli: era decisamente troppo presto perché Yongzheng prendesse la decisione drastica di sostituire una figlia di sangue reale con un estraneo (e rischiare la disgrazia se non la morte in caso di scoperta).
2. Yongzheng ebbe altri tre figli maschi che sopravvissero in età adulta e che avevano il potenziale per salire al trono.

In realtà, dato il fatto che Hongshi fu costretto a suicidarsi, la storia sarebbe stata di gran lunga più logica se fosse stato lui il figlio adottato di Yongzheng.
Altre storie su Qianlong che avrebbe visitato l'area di Jiangnan travestito da cittadino qualunque, erano state un argomento popolare per molte generazioni. In totale, egli visitò Jiangnan otto volte, rispetto alle sei ispezioni dell'imperatore Kangxi.

## Famiglia

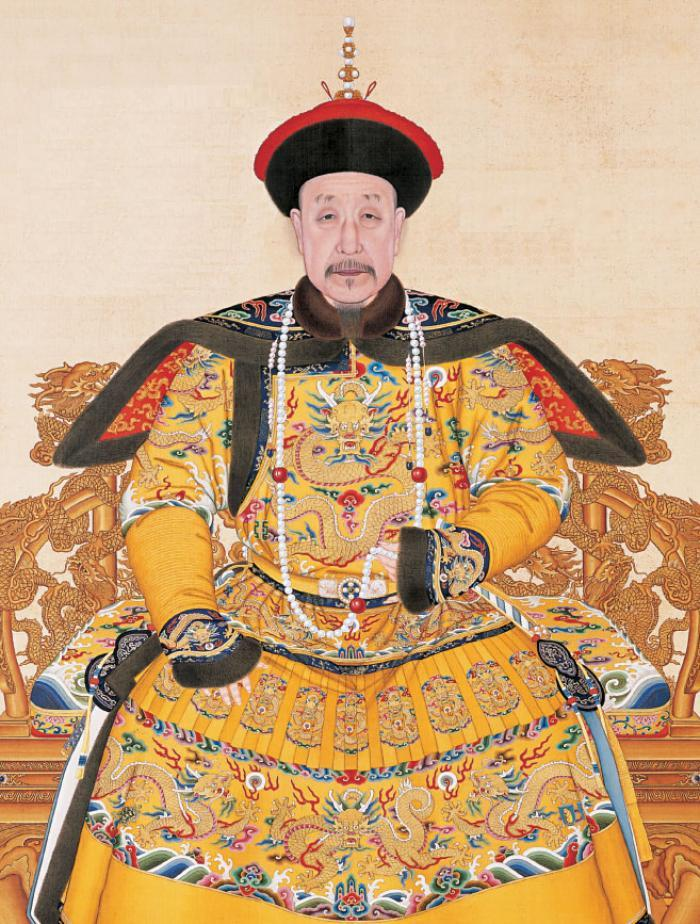
L'imperatore Qianlong in tarda età

- Padre: imperatore Yongzheng (di cui era il 4º figlio)
- Madre: imperatrice Xiao Sheng Xian (1692 - 1777) del Clan Niuhuru (cinese: 孝聖憲皇后; manciù: Hiyoošungga Enduringge Temgetulehe Hūwanghu)

### Consorti
- Imperatrice Xiao Xian Chun
- Imperatrice retrocessa Ulanara, l'imperatrice matrigna senza titolo
- Imperatrice Xiao Yi Chun
- Nobile consorte imperiale Hui Xian
- Nobile consorte imperiale Chun Hui
- Nobile consorte imperiale Shu Jia
- Nobile consorte imperiale Qing Gong
- Nobile consorte imperiale Zhe Min
- Nobile consorte Ying
- Nobile consorte Wan
- Nobile consorte Xun
- Nobile consorte Xin
- Nobile consorte Yu
- Consorte Dun
- Consorte Shu
- Consorte Rong
- Onorevole dama Shun

### Figli

#### Maschi
- Figlio primogenito: Principe Yong Huang (1728 - 1750), figlio della nobile consorte imperiale Che Min
- 2º: Principe Yong Lian [永璉] (1730 - 1738), primo Principe della Corona, figlio dell'imperatrice Xiao Xian Chun
- 5º: Principe Yong Qi [永琪] (1741 - 1766), portò il titolo di Principe Rong del sangue (榮親王)
- 7º: Principe Yong Zhong [永琮] (1746 - 1748), 2º Principe della Corona, figlio dell'imperatrice Xiao Xian Chun
- 8º: Principe Yong Xuan [永璇], figlio della nobile consorte imperiale Shu Jia
- 11º: Principe Yong Xin [永瑆], figlio della nobile consorte imperiale Shu Jia
- 12º: Principe Yong Ji, figlio dell'imperatrice retrocessa Ulanara, l'imperatrice matrigna senza titolo
- 15º Principe Yong Yan [永琰] l'(imperatore Jia Qing), figlio dell'imperatrice Xiao Yi Chun. Nel 1789 fu fatto Principe Jia di 1º rango (嘉親王).
- 17º: Principe Yong Lin [永璘], ricevette il titolo di 1º principe Qing Yong Lin. Suo nipote, il principe Yi Kuang, portò il titolo di principe Qing [慶親王奕劻] (febbraio 1836 - gennaio 1918).
- 18º: Principe?

#### Femmine
- 1ª: Principessa (1728 - 1729), figlia dell'imperatrice Xiao Xian Chun
- 3ª: Principessa He Jing [固倫和敬公主] (1731 - 1792), figlia dell'imperatrice Xiao Xian Chun
- 4ª: Principessa He Jia [和硕和嘉公主] (1745 - 1767), figlia della nobile consorte imperiale Chun Hui
- 5ª: Principessa, figlia dell'imperatrice Ulanara, l'imperatrice matrigna
- 7ª: Principessa He Jing [固伦和静公主] (1756 - 1775), figlia dell'imperatrice Xiao Yi Chun
- 10ª: Principessa He Xiao (nuora di He Shen). Le fu risparmiata l'esecuzione quando l'imperatore Jiaqing incriminò He Shen nel 1799. Le fu assegnata parte delle proprietà di He Shen.